# Les Cours Mont-Royal

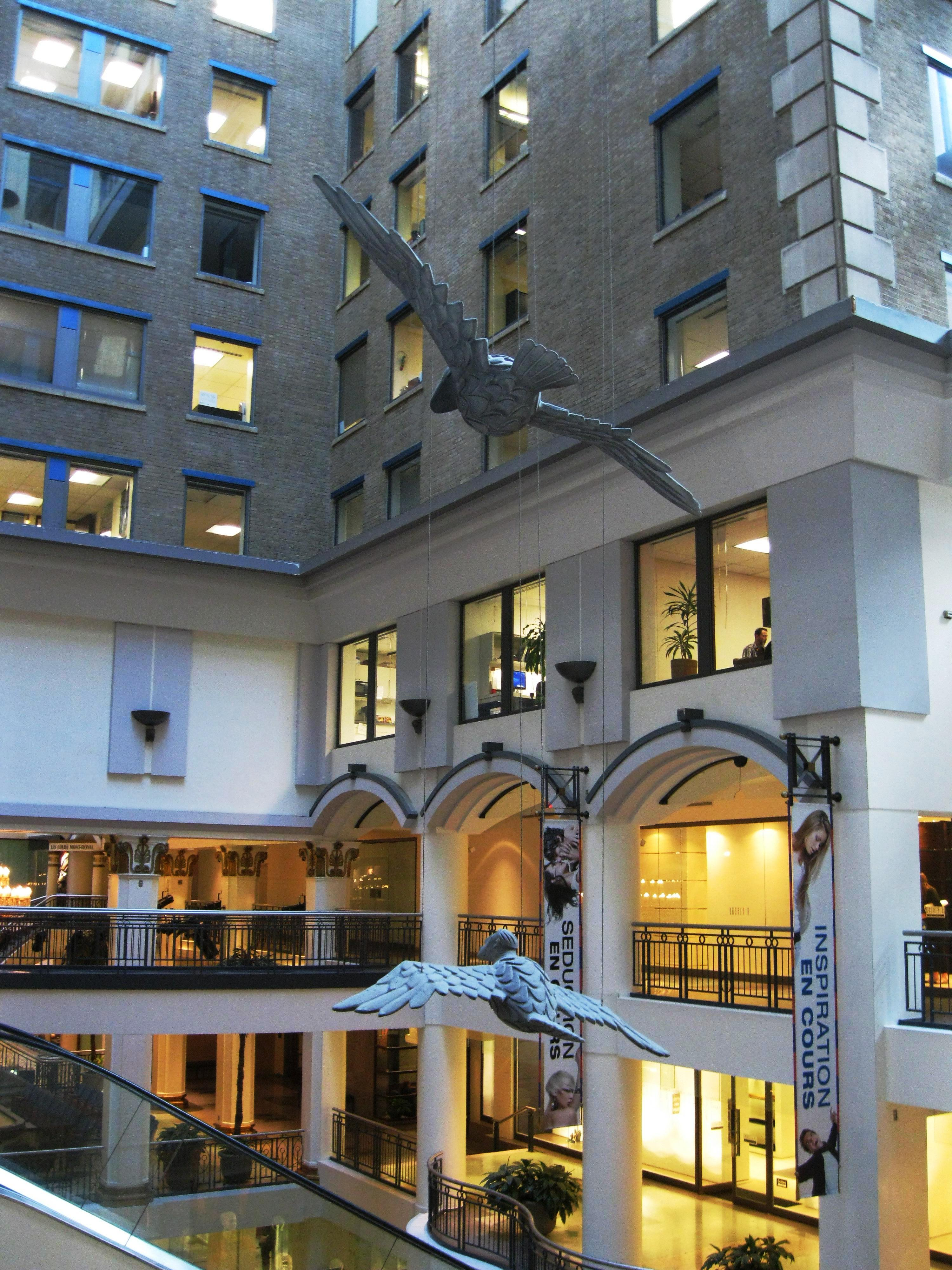
Les Hommes oiseaux ou tingmiluks de David Ruben Piqtoukun représentent des chamans transformés en créatures ailées, propulsées par le dieu du vent inuit, Sila.

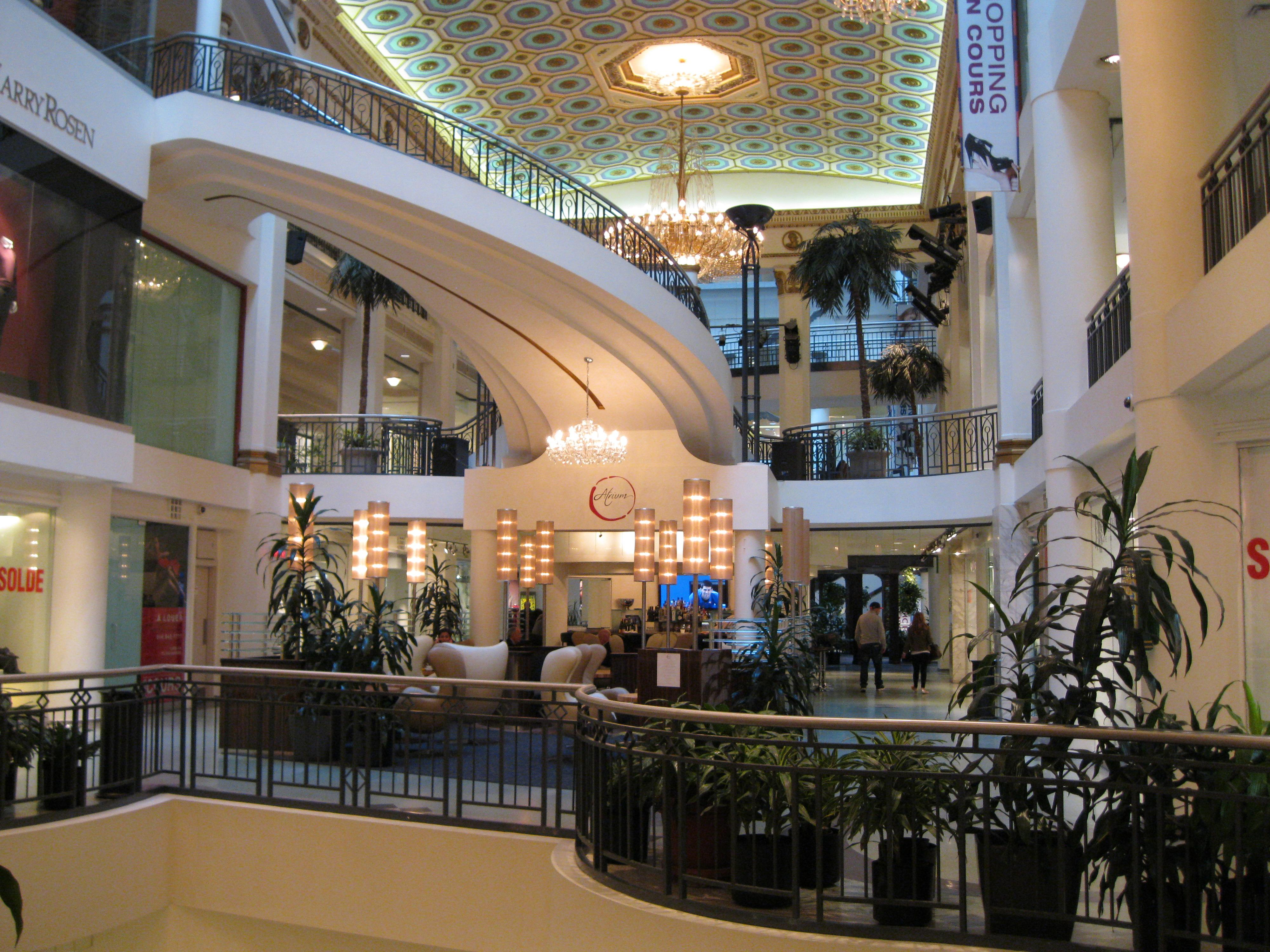
L'ancien hall de l'hôtel et le lustre dans le centre commercial actuel.

Les Cours Mont-Royal sont un complexe haut de gamme à usage mixte situé à Montréal, au Québec, au Canada. Le complexe comprend un centre commercial, des étages de bureaux et des étages d'appartements détenus en copropriété. L'adresse des Cours est le 1455 rue Peel.
Les Cours Mont-Royal ont été construites dans ce qui était auparavant l'Hôtel Mont-Royal, qui fut en son temps le plus grand hôtel de l'Empire britannique.

## Architecture
L'hôtel Mont-Royal a été conçu par Ross et Macdonald, un cabinet d'architectes prolifique à Montréal et dans tout le Canada. Cet hôtel de dix étages et de 1 036 chambres était le plus grand de l'Empire britannique. Il a été érigé sur l'ancien site du High School of Montreal au 1455, rue Peel.
La construction de l'hôtel Mont-Royal dans le style architectural Beaux-Arts s'inscrit dans l'objectif de la ville de Montréal, qui était alors la plus grande ville du Canada, d'attirer des touristes de haut rang avec des édifices luxueux. Parmi les autres bâtiments célèbres de Ross et Macdonald à Montréal, citons le siège social de Holt Renfrew, l'Institut et hôpital neurologiques de Montréal, l'immeuble Eaton du centre-ville, l'édifice Dominion Square et l'église Trinity Memorial à Westmount.

## Histoire

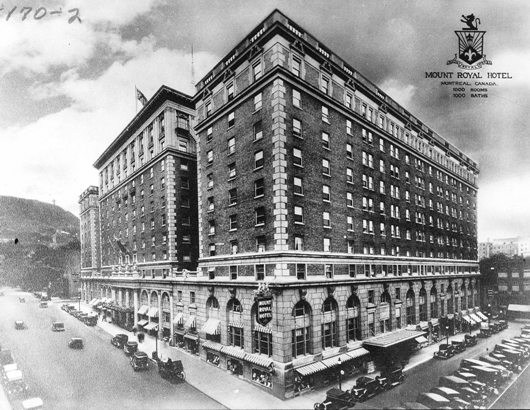
L'hôtel Mont-Royal en 1930.

L'hôtel a ouvert ses portes le 20 décembre 1922 et était géré par la United Hotels Company of America (en). L'hôtel était un vrai palace des années folles (années 1920). Il a été vendu par ses propriétaires de l'époque, Cardy Hotels, à Sheraton Hotels & Resorts en 1950, avec les autres propriétés de la société au Québec et en Ontario. L'hôtel a été rebaptisé Sheraton-Mt Royal Hotel en 1951. L'hôtel a quitté le groupe Sheraton le 31 mars 1982, lorsque l'hôtel le Centre Sheraton, situé à proximité, a ouvert ses portes pour le remplacer. L'hôtel Mont-Royal a cessé ses activités le 17 novembre 1984.
Le bâtiment a été rénové au coût de 140 millions de dollars et converti en un complexe à usage mixte avec un centre commercial aux niveaux inférieurs et au sous-sol, relié au réseau piétonnier souterrain de Montréal, et des bureaux et des appartements en copropriété au-dessus. Le complexe a ouvert ses portes en 1988 sous le nom de Les Cours Mont-Royal. Il fut inauguré le 16 février soit un mois et demi avant son voisin Place Montréal Trust,. Le seul vestige intérieur de l'hôtel d'origine est le hall d'entrée, qui contient un énorme lustre provenant du casino de Monte-Carlo. La zone commerciale est organisée autour de quatre grandes cours, d'où le nom Les Cours. Sous le puits de lumière principal se trouvent six sculptures homme-oiseau de l'artiste inuit David Ruben Piqtoukun.

## Locataires et installations
Le sommet de l'immeuble comporte plusieurs étages d'appartements en copropriété de luxe. Ces appartements disposent d'ascenseurs et d'entrées séparés, distincts de ceux du centre commercial. Entre les niveaux supérieurs d'appartements et le centre commercial à la base, il y a plusieurs étages de bureaux.
Le centre commercial Les Cours Mont-Royal est principalement composé de détaillants de mode, avec quelques services, notamment le plus grand spa de Montréal (Spa Diva), une clinique médicale et un podium pour les défilés de mode et autres événements.
Le complexe est relié à la station de métro Peel par le réseau piétonnier souterrain de Montréal. Il est aussi directement relié au Carrefour Industrielle Alliance. L'accès au réseau piétonnier est ouvert de 6 h à 23 h.